# Temporada 2001 del Campeonato de España de Rally de Tierra
La temporada 2001 fue la 19.º edición del Campeonato de España de Rally de Tierra. Comenzó el 31 de marzo en el Rally RAC de Navarra y terminó el 27 de octubre en el Rally de Tierra de Cangas del Narcea. Marc Blázquez fue el campeón de esta temporada que logró el título semanas después de finalizada la última prueba tras la exclusión a posteriori de Jesús Puras en dicha prueba por el uso de calentadores en las ruedas.

## Calendario
El calendario estaba compuesto de ocho pruebas.
| N.º | Fecha               | Prueba                                             | Notas |
| --- | ------------------- | -------------------------------------------------- | ----- |
| 1   | 31 de marzo         | Rally RAC de Navarra                               |       |
| 2   | 4-5 de mayo         | 3.er Rally Karcher Salón de Vigo                   |       |
| 3   | 18-19 de mayo       | Rally Ciudad de Murcia                             |       |
| 4   | 15-16 de junio      | Rally de La Comunidad Valenciana "Villa de Chelva" |       |
| 5   | 13-14 de julio      | Rally Ciudad de Zaragoza                           |       |
| 6   | 14-15 de septiembre | Rally de Lérida-RACC                               |       |
| 7   | 12-13 de octubre    | Rally de Tierra BBK de Gernika                     |       |
| 8   | 26-27 de octubre    | Rally de Tierra de Cangas del Narcea               |       |

## Clasificación

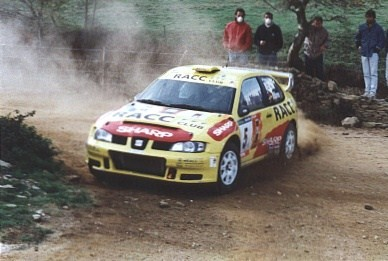
Dani Solà con el SEAT Córdoba WRC en el Rally de Tierra de Cangas del Narcea donde fue 21º.

### Campeonato de pilotos
| Pos. | Piloto                | 1   | 2   | 3   | 4   | 5   | 6   | 7   | 8   | Puntos |
| ---- | --------------------- | --- | --- | --- | --- | --- | --- | --- | --- | ------ |
| 1.   | Marc Blázquez         | 1   |     | 2   | 3   | Ret | 1   | 58  | Ret | 122    |
| 2.   | Luis Climent          |     | 2   | Ret | 5   | 2   | 2   | 1   | 7   | 120    |
| 3.   | Jesús Puras           | 2   | Ret | Ret | 2   | 1   | 5   | 2   | EXC | 120    |
| 4.   | Txus Jaio             | 10  | 3   | 1   | 4   | Ret | 3   | 6   |     | 94     |
| 5.   | Dani Solà             | 36  | 1   | Ret | 1   | Ret | Ret | 3   | 21  | 84     |
| 6.   | Salvador Cañellas jr. | Ret | 5   | 11  | 7   | 4   | 7   | 4   | 1   | 80     |
| 7.   | Carles Solé           |     |     | 3   | 6   | 3   | Ret | 7   | 3   | 70     |
| 8.   | Joan Vinyes           | 9   | 9   | 5   | Ret | 36  | 8   | Ret | 6   | 69     |
| 9.   | Angelino Jiménez      | Ret | 12  | 14  | 10  | 6   | 9   | 11  | Ret | 65     |
| 10.  | Michael Huete         | 3   | 4   | Ret | Ret | Ret | 4   | Ret | Ret | 52     |

### Copilotos
| Pos. | Copiloto        | Puntos |
| ---- | --------------- | ------ |
| 1.   | Alex Romaní     | 123    |
| 2.   | Jordi Mercader  | 122    |
| 3.   | Marc Martí      | 120    |
| 4.   | Lucas Cruz      | 94     |
| 5.   | David Moreno    | 84     |
| 6.   | Xavier Lorza    | 83     |
| 7.   | Alberto Sanchís | 81     |
| 8.   | Jordi Barrabés  | 79     |
| 9.   | Benet Pujol     | 65     |
| 10.  | Xavier Amigo    | 52     |

### Marcas
| Pos. | Marca      | Puntos |
| ---- | ---------- | ------ |
| 1.   | SEAT       | 417    |
| 2.   | Ford       | 219    |
| 3.   | Toyota     | 152    |
| 4.   | Mitsubishi | 82     |
| 5.   | Peugeot    | 6      |
| 6.   | FIAT       | 1      |

### Agrupación II
| Pos. | Piloto               | Puntos |
| ---- | -------------------- | ------ |
| 1.   | Joan Vinyes          | 160    |
| 2.   | Angelino Jiménez     | 146    |
| 3.   | Carles Quesada       | 81     |
| 4.   | Antoni Salat         | 81     |
| 5.   | Alexander Villanueva | 75     |